# Tills döden skiljer oss åt (2006)
Tills döden skiljer oss åt är en svensk film från 2005.

## Om filmen
Filmens premiär var planerad till våren 2005, men fick premiär först 2006.